# Убиство породице Радосављевић
Убиство породице Радосављевић или Случај Радосављевић је злочин који је у 25. фебруара 1992. године у Дарувару, починио припадник хрватске војске Јожица Мудри.
Овај злочин је по свом карактеру је сличан убиству породице Зец у Загребу (7. децембра 1991), и убиству породице Олујић у жупањском селу Церна (17.2.1992).

## Злочин
Јожица Мудри је у кући Србина Радета Радосављевића, хицима из пиштоља “ТТ” усмртио Раду Радосављевића, његову супругу Јованку Радосављевић и сина Ненада Радосављевића (10), а другог сина Дејана Радосављевића (14) усмртио хицима из пиштоља и убодима кухињским ножем, након чега је њихова мртва тела на поду трпезарије положио једно до другог, а потом под њихова тела ставио комад пластичног експлозива и иницијалну капислу те изазвао експлозију која је довела до откинућа главе Дејана Радосављевића, док је на кући наступила имовинска штета великих размјера. Потом је из куће Радосављевићевих неовлаштено узео и присвојио један видео-рекордер и даљински управљач.
За убиство Радосављевић Раде утврђена му је казна затвора у трајању од 10 година.
За убиство Радосављевић Јованке утврђена му је казна затвора у трајању од 10 година.
За убиство Радосављевић Дејана утврђена му је казна затвора у трајању од 10 година.
За убиство Радосављевић Ненада утврђена му је казна затвора у трајању од 10 година.
За казнено дело против опште сигурности утврђена му је казна затвора у трајању од 3 године.
За казнено дело крађе утврђена му је казна затвора у трајању од 3 мјесеца.
Изречена му је јединствена казна затвора у трајању од 13 година. Пресудом Врховног суда Републике Хрватске казна је преиначена и осуђен је на јединствену казну затвора у трајању од 15 година.